# Kreta
Kreta (grčki: Κρήτη, moderno: Kríti, staro: Krḗtē, [krέːtεː]), najveći i najnaseljeniji grčki otok, 88. najveći otok na svijetu i peti najveći otok u Sredozemnom moru, nakon Sicilije, Sardinije, Cipra i Korzike. Kreta se nalazi otprilike 160 km južno od grčkog kopna. Ima površinu od 8.336 km2 i obalu od 1.046 km. Graniči južnu granicu Egejskog mora, s Kretskim morem (ili Sjevernim Kretskim morem) na sjeveru i Libijskim morem (ili Južnim Kretskim morem) na jugu.
Kreta i brojni otoci i otočići koji je okružuju čine Regiju Kreta (grčki: Περιφέρεια Κρήτης), koja je najjužnija od 13 administrativnih jedinica najviše razine u Grčkoj i peta najnaseljenija regija Grčke. Njezin glavni i najveći grad je Heraklion, na sjevernoj obali otoka. U 2020. godini, regija je imala 636.504 stanovnika. Dodekanez se nalazi sjeveroistočno od Krete, dok su Cikladi smješteni na sjeveru, odvojeni Kretskim morem. Peloponez se nalazi na sjeverozapadu regije.
Ljudi su naselili otok prije najmanje 130.000 godina, tijekom paleolitika. Kreta je bila središte prve napredne europske civilizacije, Minojaca, od 2700. do 1420. pr. Minojsku civilizaciju preplavila je mikenska civilizacija iz kopnene Grčke. Kretom je kasnije vladao Rim, zatim sukcesivno Bizantsko Carstvo, Andaluzijski Arapi, Mletačka Republika i Osmansko Carstvo. Godine 1898. Kreta, čiji su se ljudi već neko vrijeme željeli pridružiti grčkoj državi, postigla je neovisnost od Osmanlija i formalno postala Kretska Država. Kreta je postala dio Grčke u prosincu 1913.
Otok je uglavnom planinski, a njegov karakter definira visoki planinski lanac koji prelazi sa zapada na istok. Uključuje najvišu točku Krete, planinu Ida, i lanac Bijelih planina (Lefka Ori) s 30 vrhova iznad 2000 metara nadmorske visine i Samaria Gorge, Svjetski rezervat biosfere. Kreta čini značajan dio gospodarstva i kulturne baštine Grčke, zadržavajući svoje lokalne kulturne osobine (kao što su vlastita poezija i glazba). Zračna luka Nikos Kazantzakis u Heraklionu i zračna luka Daskalogiannis u Haniji služe međunarodnim putnicima. Palača Knos, naselje iz brončanog doba i drevni minojski grad, također se nalazi u Heraklionu.

## Vanjske poveznice
- Kreta članak na enciklopedija.hr